# Pera

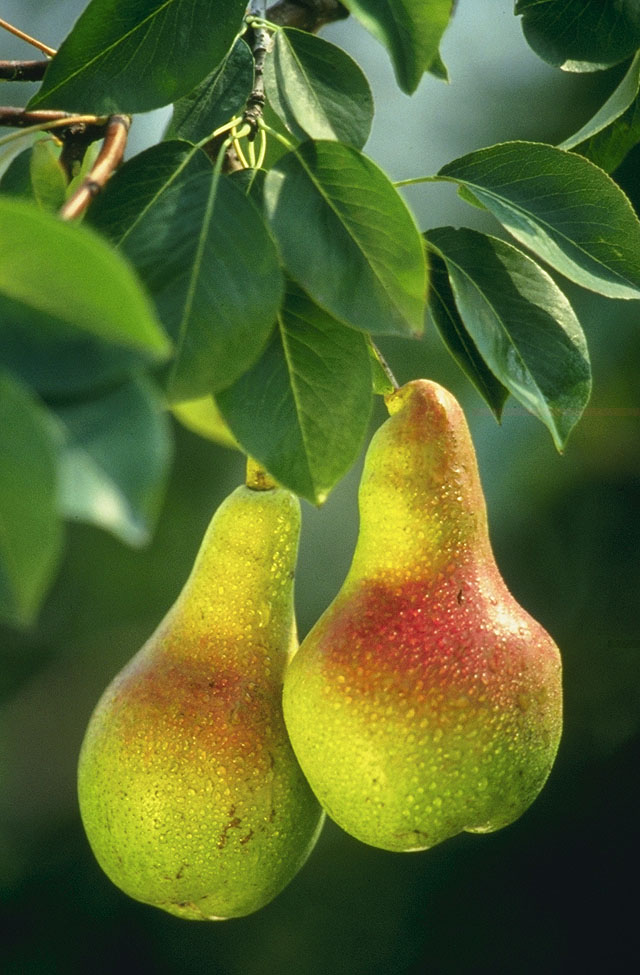
Pera

La pera è il falso frutto delle piante del genere Pyrus a cui appartengono molte specie differenti. Alcune delle specie producono frutti eduli e vengono perciò coltivate, quella più diffusa è la specie Pyrus communis.
La pera è ricca di zuccheri semplici, specialmente fruttosio. La prevalenza di potassio la rende adatta ad una dieta iposodica (cioè una dieta povera di sodio). È un frutto climaterico.
La produzione avviene da fine luglio e si conserva anche 5-6 mesi in regime di freddo. La pera risulta pertanto disponibile per gran parte dell'anno e si consuma al naturale o cotta in sciroppo di zucchero. Nell'industria alimentare viene utilizzata prevalentemente per la produzione di succhi e sciroppati.

## Storia

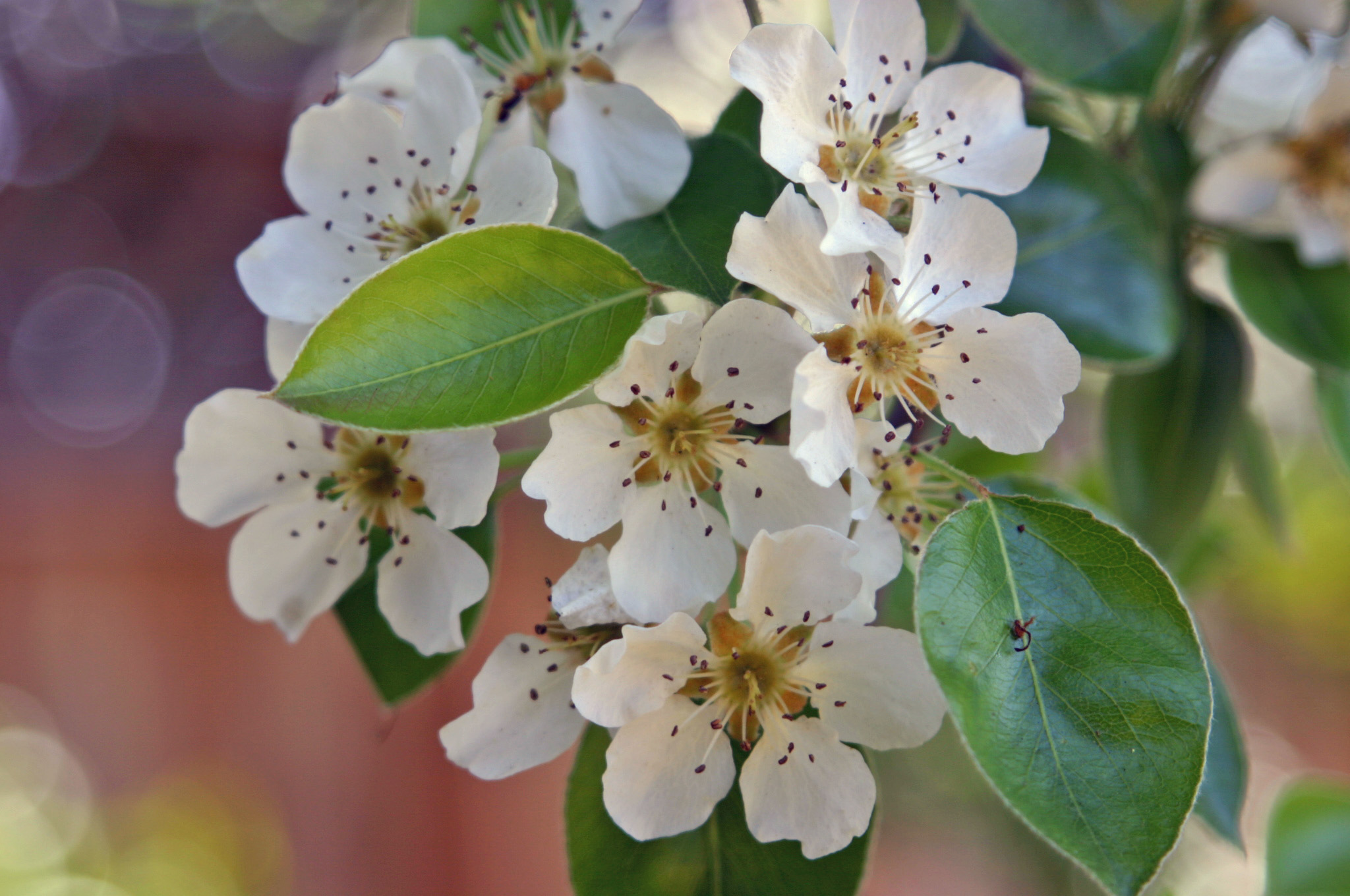
Fiori della pera

La coltivazione della pera risale all'antichità più remota e esistono prove del suo utilizzo come alimento fin dalla preistoria. Molte tracce sono state rinvenute nelle palafitte preistoriche attorno al Lago di Zurigo. Le pere venivano coltivate già in Cina già nel 2000 a.C. Un articolo sulla coltivazione del pero in Spagna è riportato nell'opera agricola di Ibn al-'Awwam del XII secolo, Book on Agriculture.
La parola pera, o il suo equivalente, ricorre in tutte le lingue celtiche, mentre nello slavo e in altri dialetti si trovano appellativi diversi, sempre riferiti alla stessa cosa: una diversità e molteplicità di nomenclatura, che ha portato Alphonse Pyramus de Candolle a dedurre una coltivazione antichissima dell'albero dalle sponde del Caspio a quelle dell'Atlantico.
La pera veniva coltivata anche dai romani, che ne consumavano i frutti crudi o cotti, proprio come le mele. La Storia Naturale di Plinio consigliava di stufarli con il miele e ne annotava tre dozzine di varietà. Il libro di cucina romano De re coquinaria contiene una ricetta per una patina speziata di pere cotte o un soufflé. I romani introdussero il frutto anche in Gran Bretagna.

## Coltivazione

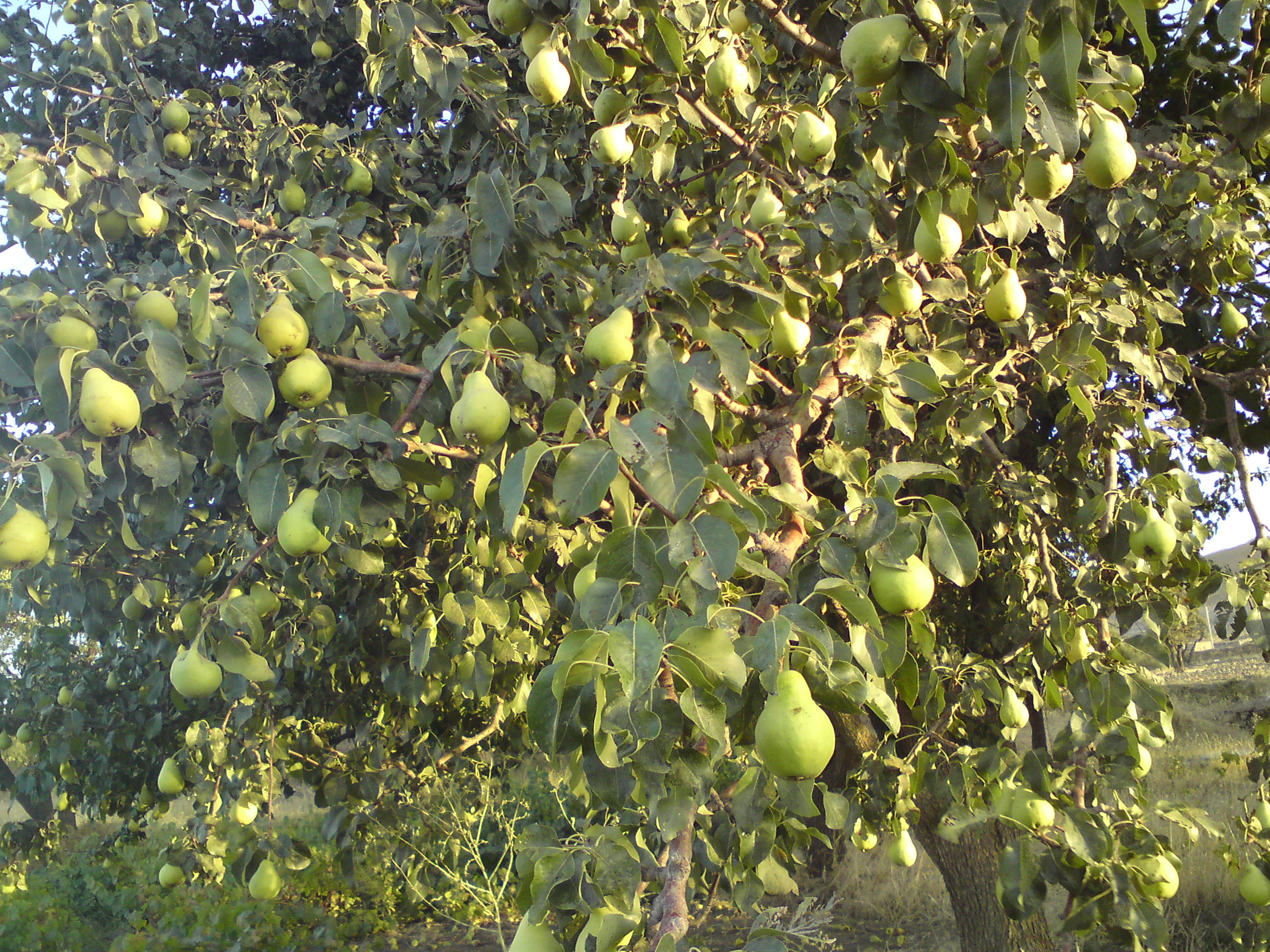
Albero di pero

Secondo Pear Bureau Northwest, in tutto il mondo vengono coltivate circa 3000 varietà conosciute di pere. La propagazione del pero viene normalmente effettuata innestando una varietà selezionata su un portainnesto, che può essere di pero o di mela cotogna. I portinnesti di mela cotogna producono alberi più piccoli, il che è spesso desiderabile nei frutteti commerciali o nei giardini domestici. Per le nuove varietà i fiori possono essere incrociati per preservare o combinare i tratti desiderabili. Il frutto della pera è prodotto su speroni, che compaiono su germogli di più di un anno.

## Varietà
Esistono diverse varietà:

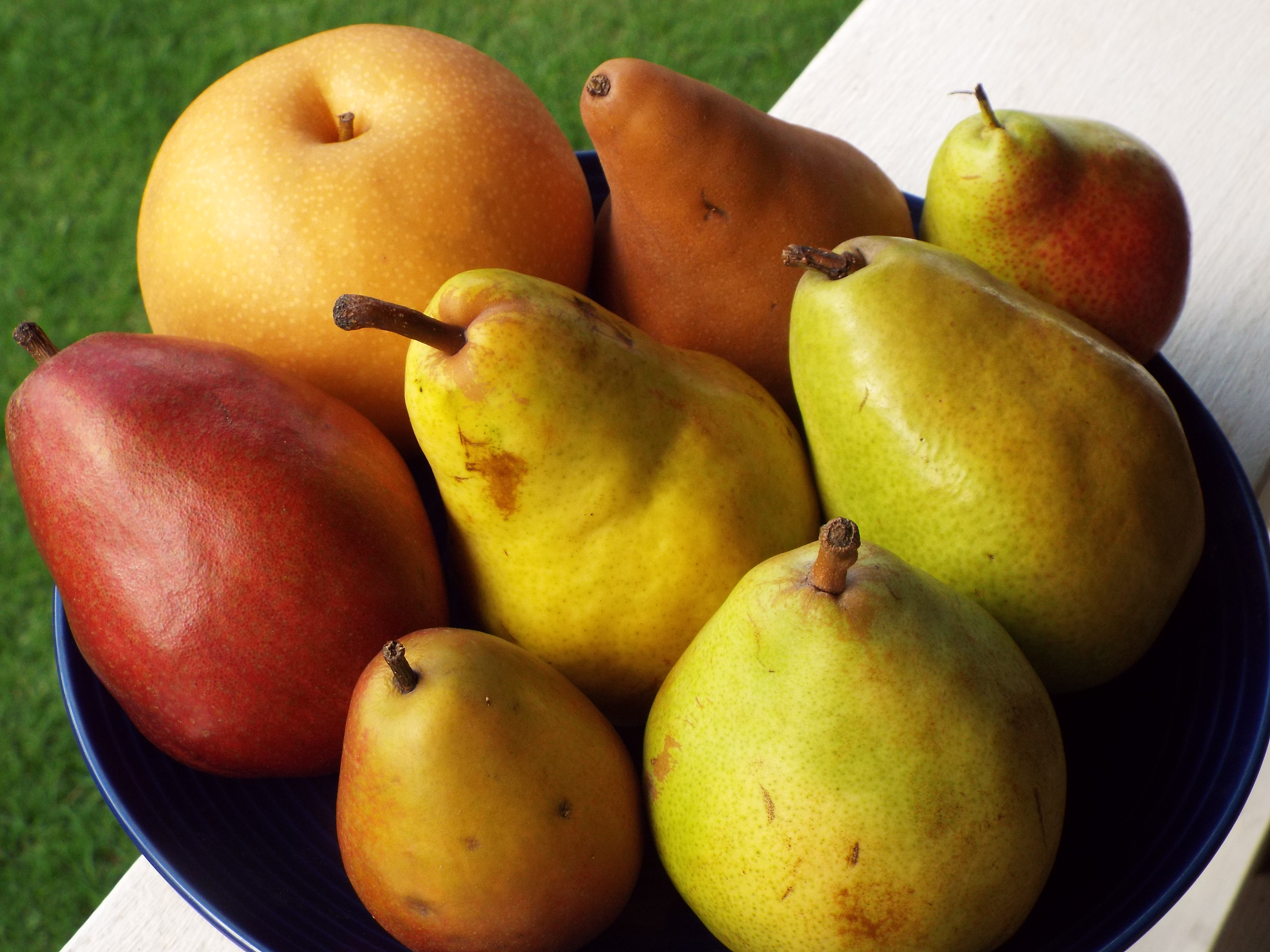
(Da sinistra a destra, dall'alto in basso) Korean pear, Bosc pear, Forelle pear, red D'Anjou pear, Bartlett pear, green D'Anjou pear, Seckel pear, Comice pear

- Williams, selezionata alla fine del Settecento in Inghilterra, dall'aspetto tondeggiante, di colore piuttosto uniforme e dalla buccia molto sottile, ha una polpa succosa ed è la più coltivata in Italia.
- Max Red Bartlett (o William rossa) è di media grandezza, con peduncolo breve, buccia liscia, giallastra, soffusa di rosso all'insolazione. Le William sono largamente utilizzate dall'industria per la preparazione di sciroppi e succhi.
- Cedrata romana (o Buré ròca), tipica del Piemonte e utilizzata per il consumo fresco.
- Decana, selezionata in Francia all'inizio dell'Ottocento, è tondeggiante con buccia giallo-verde e striature rossastre alla maturazione. La sua polpa è dolce, gustosa e compatta, ben si presta alla cottura, in particolare alla preparazione di marmellate e succhi di frutta.
- Abate Fétel, di origini francesi, è grande, con collo allungato, carnoso alla base. La buccia è giallastra e ruvida, parzialmente rugginosa. La polpa è giallo pallido, si scioglie in bocca, molto succosa, zuccherina e aromatica. È gustosa e dissetante. Vicino alla base del torsolo ci sono dei semi marroni e lucidi.
- Kaiser o Imperatore Alessandro originaria della Francia, in Italia condivide con la Abate Fetél il quarto posto in ordine di importanza. Il frutto è calebassiforme di un color tabacco completamente rugginoso. La polpa è bianco giallastra, consistente, appena granulosa, succosa, dolce-acidula, aromatica.
- Conference, di origini inglesi, si è diffusa in Italia intorno al 1950. Il frutto è di dimensioni medie, piriforme, con peduncolo lungo. La buccia è giallo-verde e rugginosa. La polpa è bianco avorio, molto succosa, dolce e aromatica.
- Spinella. Il frutto è di media grandezza, di forma piriforme tozza, con peduncolo lungo. La buccia a maturazione, si presenta gialla sfacciata di rosso carminio con abbondante punteggiatura. La polpa è compatta, ricca di noduli, dolce, poco succosa, tannica; vengono quindi utilizzate prevalentemente cotte o nella preparazione del vino cotto per arricchire il mosto di zuccheri e tannini. Il peduncolo è robusto e molto lungo. Le foglie sono lanceolate od ovate, coriacee, lembo leggermente ondulato, picciolo lungo. L'albero è alto con portamento assurgente, molto produttivo. I frutti si raccolgono in ottobre-novembre e si conservano fino marzo-aprile appesi in reste. La medicina popolare attribuisce a questi frutti proprietà astringenti e rinfrescanti.
- Nashi. Questa varietà di pera è rotonda, verde e con sfumature color terra.
- Pera coscia
- Pera ercolina
- Pera cocomerina
- Pera dell'Emilia-Romagna
- Pera mantovana
- Pera nobile
- Passacrassana
- Pera picciola del Monte Amiata: varietà di pera autoctona del Monte Amiata, in particolare dei comuni di Abbadia San Salvatore e, parzialmente, Vivo d'Orcia, dall'aspetto tondo e piccolo (da cui il nome) e praticamente inesistente nel resto d'Italia.[3] La presenza di questo albero è segnalata soltanto sopra una determinata altitudine, in un areale limitato alla fascia preboschiva posta a circa 800 m s.l.m.
- Pera Madernassa: originaria del cuneese, da cuocere.
- Pera Martin Sec.
- Pera Alexandrine Douillard.
- Pera signora o signura, era la più diffusa nella zona della Valle del Sinni oggi a rischio estinzione riconosciuta come presidio slow food Una pera piccola, di peso variabile da 35 a 60 grammi, di colore giallo alla raccolta e screziature rosso intenso che si sviluppano sull’epidermide con la sovramaturazione, polpa bianca, molto profumata a maturazione
- Pera Avallo
- Susanne

## Produzione
Nel 2020 la produzione mondiale di pere è stata di 23,1 milioni di tonnellate, guidata dalla Cina con il 69% del totale. Circa il 48% delle pere dell'emisfero australe viene prodotto nella valle patagonica del Río Negro in Argentina. 
| Nazione                                           | Produzione (tonnellate) |
| ------------------------------------------------- | ----------------------- |
| Cina                                              | 16,0                    |
| Italia                                            | 0,6                     |
| Stati Uniti                                       | 0,6                     |
| Argentina                                         | 0,6                     |
| Turchia                                           | 0,5                     |
| Totale mondiale                                   | 23,1                    |
| Fonte: UN Food and Agriculture Organization (FAO) |                         |